# USAC National Championship 1981/1982
USAC National Championship 1981/1982 var ett race som kördes över sex omgångar mellan 1981 och 1982 års upplagor av Indianapolis 500. George Snider tog sin enda titel i karriären, efter att ha kommit 85 poäng före Geoff Brabham.

## Delsegrare
| Datum        | Bana             | Vinnare         |
| ------------ | ---------------- | --------------- |
| 24 maj       | Indianapolis 500 | Bobby Unser     |
| 21 juni      | Pocono           | A.J. Foyt       |
| 15 augusti   | Springfield      | George Snider   |
| 30 augusti   | DuQuoin          | Rich Vogler     |
| 12 september | Indiana          | Larry Rice      |
| 29 maj       | Indianapolis 500 | Gordon Johncock |

## Slutställning
| Plats | Förare          | Poäng |
| ----- | --------------- | ----- |
| 1     | George Snider   | 1395  |
| 2     | Geoff Brabham   | 1310  |
| 3     | Tom Bigelow     | 1280  |
| 4     | A.J. Foyt       | 1045  |
| 5     | Gordon Johncock | 1000  |
| 6     | Mario Andretti  | 805   |
| 7     | Rick Mears      | 800   |
| 8     | Rich Vogler     | 760   |
| 9     | Larry Rice      | 730   |
| 10    | Vern Schuppan   | 720   |